# Ixos virescens
El bulbul de Sumatra (Ixos virescens) es una especie de ave paseriforme de la familia Pycnonotidae endémica de las islas de Sumatra y Java, en Indonesia, donde habita en las selvas tropicales de montaña. No se considera una especie amenazada en la lista de UICN.

## Taxonomía
Es la especie tipo del género Ixos. Este género a veces se incluye dentro de Hypsipetes, probablemente por un error que se produjo en la taxonomía de Sibley-Ahlquist que aunque mantenía a los dos géneros separados incluía a I. virescens en Hypsipetes. Pero de haberse hecho correctamente Hypsipetes debería haberse incluido en Ixos porque este taxón se había establecido antes. En cualquier caso el nombre científico, virescens, asignado a esta especie por Coenraad Jacob Temminck en 1825, precede al mismo nombre que Edward Blyth asignó al bulbul de Nicobar en 1845, y por eso esta última especie a veces ha sido denominada H. nicobarensis (aunque en corrección tiene que ser Ixos nicobariensis). Para liar más el asunto, el género Iole también fue incluido en el género Hypsipetes, y aunque la inclusión de Iole en Ixos se hacía de forma correcta, implicaba que el bulbul oliváceo (Iole virescens) también necesitaba un nuevo nombre científico, porque esta asignación también era posterior.